# 恵那合同庁舎
恵那合同庁舎（えなごうどうちょうしゃ）は、岐阜県恵那市にある、国の機関が入居する庁舎（合同庁舎）である。

## 概要
- 1996年（平成8年）竣工。

## 入居官庁
- 岐阜労働局恵那労働基準監督署
- 岐阜労働局恵那公共職業安定所
- 自衛隊岐阜地方協力本部恵那地域事務所

## 交通アクセス
- 東海旅客鉄道（JR東海）中央本線「恵那駅」下車
  - 徒歩約12分
  - 恵那市自主運行バス小野川線・元起線「恵那総合庁舎」下車

## 周辺施設
- 恵那市役所
- 恵那市市民会館
- 恵那市中央図書館
- 十六銀行恵那支店
- 大垣共立銀行恵那支店
- 東濃信用金庫恵那支店
- 岐阜信用金庫恵那支店
- MEGAドン・キホーテUNY恵那店
- バロー恵那店